# أندرو مارتينيز
أندرو مارتينيز (بالإنجليزية: Andrew Martinez)‏ هو ناشط أمريكي، ولد في 15 نوفمبر 1972 في مقاطعة سانتا كلارا في الولايات المتحدة، وتوفي في 18 مايو 2006 في سجن.